# Gordon Pirie
Gordon Pirie, född 10 februari 1931 i Leeds, död 7 december 1991 i Lymington, var en brittisk friidrottare.
Pirie blev olympisk silvermedaljör på 5 000 meter vid sommarspelen 1956 i Melbourne.